# Arizona Beverage Company
Die Arizona Beverage Company (im Markenauftritt AriZona) ist ein US-amerikanischer Hersteller von Tee, Eistee, Fruchtsaftgetränken und Fruchtsaftcocktails. Das Unternehmen ist das einzige bedeutende Tochterunternehmen von Hornell Brewing; der gemeinsame Firmensitz befindet sich in Woodbury im US-Bundesstaat New York. Die Produkte von Arizona werden international vertrieben, sodass die Getränke der Marke mittlerweile auch in Deutschland durch das auffällige Produktdesign bekannt sind.

## Geschichte
Das Unternehmen wurde bereits 1971 von John Ferolito und Don Vultaggio als Ferolito, Vultaggio & Sons und 1992 als Arizona Beverage Company gegründet. Der Mutterkonzern Hornell Brewing hat seinen Hauptsitz im Arizona-Gebäude und lässt alle Produkte von Arizona produzieren. Arizona ist zu einem der wichtigsten Produzenten für Eistees und Fruchtsaftcocktails in den Vereinigten Staaten geworden und hat 2010 allein mit der Arnold Palmer blend einen Umsatz von 100 Millionen US-Dollar erreicht.

## Produkte

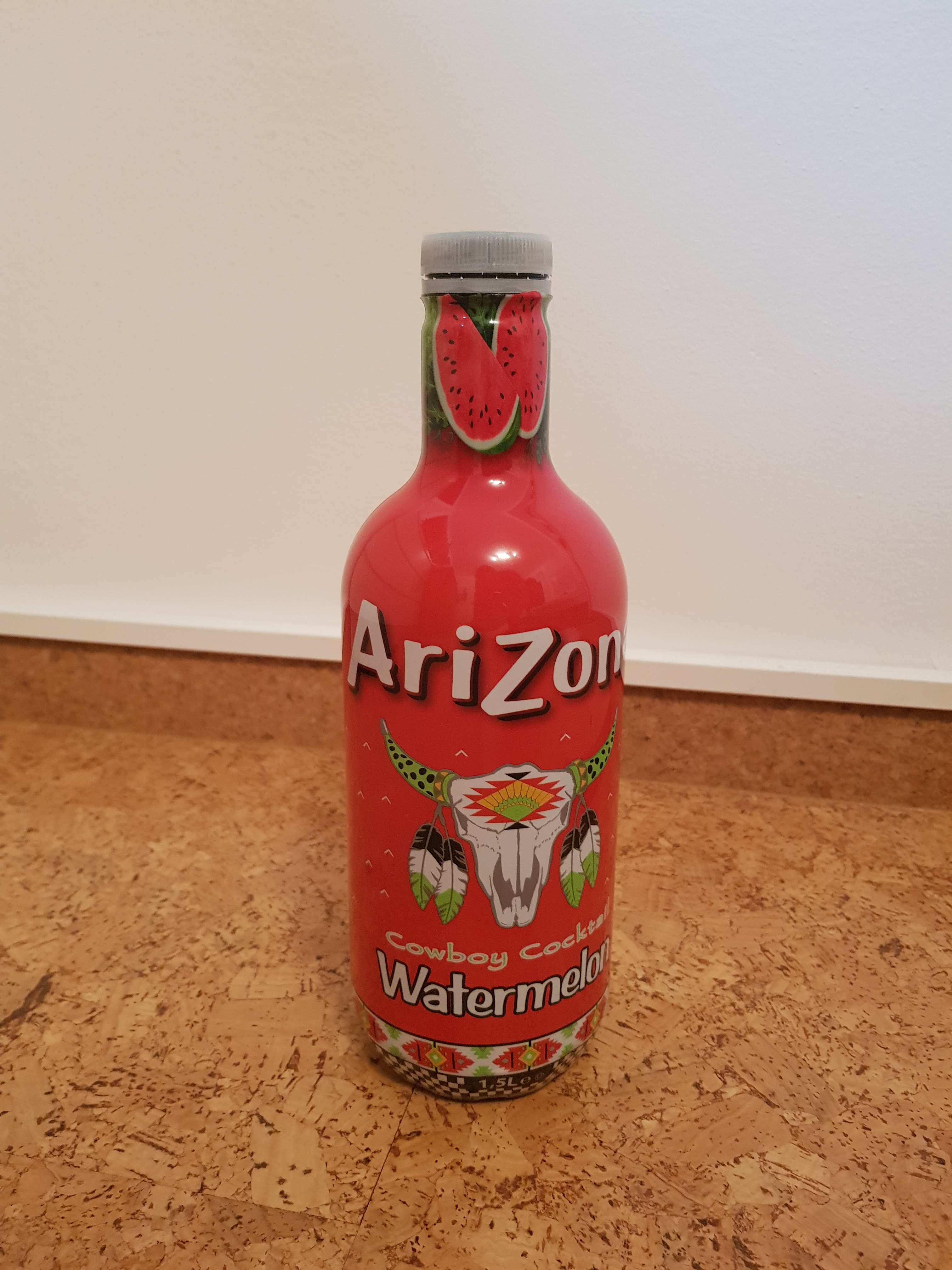
Fruchtsaftgetränk Watermelon von Arizona aus deutschem Handel

Arizona produziert diverse Produkte, vor allem im Bereich von Eistee und Fruchtsaftgetränken. Auch in Deutschland und anderen Ländern werden die Getränke unter englischem Namen vertrieben.

### Tee
- Teebeutel
  - Green Tea with Ginseng & Honey
  - Mandarin Orange Green Tea
  - Pomegranate & Acai Green Tea
  - CCK Green Tea

### Tee-Mix-Getränke
- Pulver
  - Diet Green Tea with Ginseng
  - Lemon Tea
  - Half Tea Half Lemonade
  - Peach Tea
  - Pomegranate Green Tea
- Flüssig
  - Green Tea with Ginseng & Honey
  - Lemon Tea
  - Blueberry Green Tea
  - Watermelon cocktail
- Pulverstick
  - Diet Green Tea with Ginseng
  - Lemon Tea
  - Peach Tea
  - Pomegranate Green Tea

### Tee-Saft-Mischung
- Arnold Palmer blend
  - Lite Iced Tea & Lemonade
  - Zero Iced Tea & Lemonade
  - Iced Tea & Lemonlimeade
  - Black & White Tea
  - Green Tea & Lemonade
  - Red Apple Green Tea
  - Iced Tea & Strawberry Lemonade
  - Sweet Tea and Pink lemonade
  - Fruit Juice & Lemonade
- 50 % Saft & Koffeinfrei
  - Red Apple Green Tea
- Eistee
  - Southern Style Sweet Tea
  - Green Tea with Ginseng and Honey
  - Diet Green Tea with Ginseng
  - Black Tea with Ginseng and Honey
  - Pomegranate Green Tea
  - Mandarin Orange Green Tea with Ginseng and Honey Jasmine
  - Asia Plum Green Tea with Ginseng and Plum Juice
  - Iced Tea with Raspberry Flavor
  - Iced Tea with Lemon Flavor
  - Iced Tea with Peach Flavor
  - Iced Tea with Watermelon Flavor
  - Iced Tea with Cranberry Juice
  - Iced Tea with Mango
  - Blueberry White Tea
  - Honey Lemon
  - Herbal Tea with Lemon
  - Mikey

### Saft
- Ade
  - Lemonade
  - Orangeade
  - Grapeade
- Jack Nicklaus Golden Bear Limonade
  - Strawberry
  - Lemonade/Pink Lemonade
  - Mint
  - Mango
  - Honey
  - 10 Calorie Honey
- Fruchtsaftgetränke
  - Fruit Punch
  - Kiwi Strawberry
  - Mucho Mango
  - Watermelon
  - Sweet Apple
- Smoothies
  - Orchard Peach
  - Piña Colada Virgin Cocktail
  - Strawberry Banana Colada Cocktail
  - Sweet Strawberry
  - KaiseeTwist

### Energydrinks
- AZ Energy
  - Regular
  - Low Carb
- AriZona Energy Shot
  - Green Tea with Honey & Ginseng
  - Green Tea with Pomegranate & Acai
  - Fruit Punch
  - Mucho Mango
  - Grapeade
- Green Tea Energy
  - Green Tea
  - Diet Green Tea
  - Pomegranate Green Tea
- Caution Energy
  - Extreme Performance
  - Low Carb Performance
- All City NRG
  - Pomegranate Green Tea
- RxEnergy
  - Regular "Herbal Tonic"
- RxStress
  - Caffeine Free Black & Green Tea with B Vitamins & Ginseng

### Sportgetränke
- Hypertonic
  - Lemon-Lime Hypotonic

### Wasser
- eternal alkaline spring water
  - Vapor Water
- Rescue Water
  - Hydrate – Blueberry-Coconut
  - Energy – Lemon-Lime
  - Relax – Berry
  - Detox – Orange
  - Immunity – Pomegranate
- Organic Water
  - Organic Green Tea
  - Organic Mandarin Orange Green Tea
  - Organic Pomegranate Green Tea
  - Organic Yumberry Green Tea

### Limonade
- Cowboy Pop
  - Chocolate Cola
  - Diet Chocolate Fudge Float
  - Root Beer Float
- Soda Shaq
  - Original Vanilla Cream
  - Orange Cream
  - Blueberry Cream
  - Strawberry Cream
- Shaq-Fu Punch
  - Shaq-Fu Grape
  - Shaq-Fu Strawberry
  - Shaq-Fu Pineapple
  - Shaq-Fu Lime
- Rickey
  - Mango Lime Rickey
  - Cherry Lime Rickey
  - Grape Lime Rickey
  - Lemon Lime Rickey

## Vertrieb
Der Hauptabsatzmarkt sind die Vereinigten Staaten, jedoch exportiert Arizona viele Produkte auch nach Deutschland und in andere Länder, zum Beispiel nach Kanada, Norwegen, Schweden, Kolumbien, in die Türkei und in das Vereinigte Königreich. Alle Produkte haben ein buntes und außergewöhnliches Design.
In den meisten Ländern werden die Getränke vor allem in Dosen mit 695 Milliliter und 500 Milliliter angeboten. Die Standardgetränke in 695-Milliliter-Dosen kosteten 1992 bei der Einführung 0,99 US-Dollar oder kanadische Dollar. Der Preis der Dosen wurde in den USA seitdem nicht verändert, in Kanada wurde der Preis 2022 aufgrund des Wechselkurses auf 1,29 kanadische Dollar erhöht. Des Weiteren gibt es je nach Land andere Größen. In Deutschland werden Arizona-Getränke hauptsächlich in Flaschen mit 0,5 Litern, 1 Litern oder 1,5 Litern Inhalt verkauft. Insgesamt existieren Dosen, Plastikflaschen und Glasflaschen.